# جون أوكيف
جون أوكيف (بالإنجليزية: John O'Keefe)‏ مواليد 18 نوفمبر 1939 في نيويورك، هو عالم أعصاب أمريكي-بريطاني وبروفيسور في معهد علم الأعصاب الإدراكي وقسم التشريح في كلية لندن الجامعية. يعرف باكتشافه خلية المكان في الحصين واكتشافه ظهور الترميز الزمني في شكل مرحلة إيقاع ثيتا. فاز بجائزة نوبل للطب سنة 2014 مع ماي بريت موزر وإدوارد موزر.

## إنجازاته العلمية

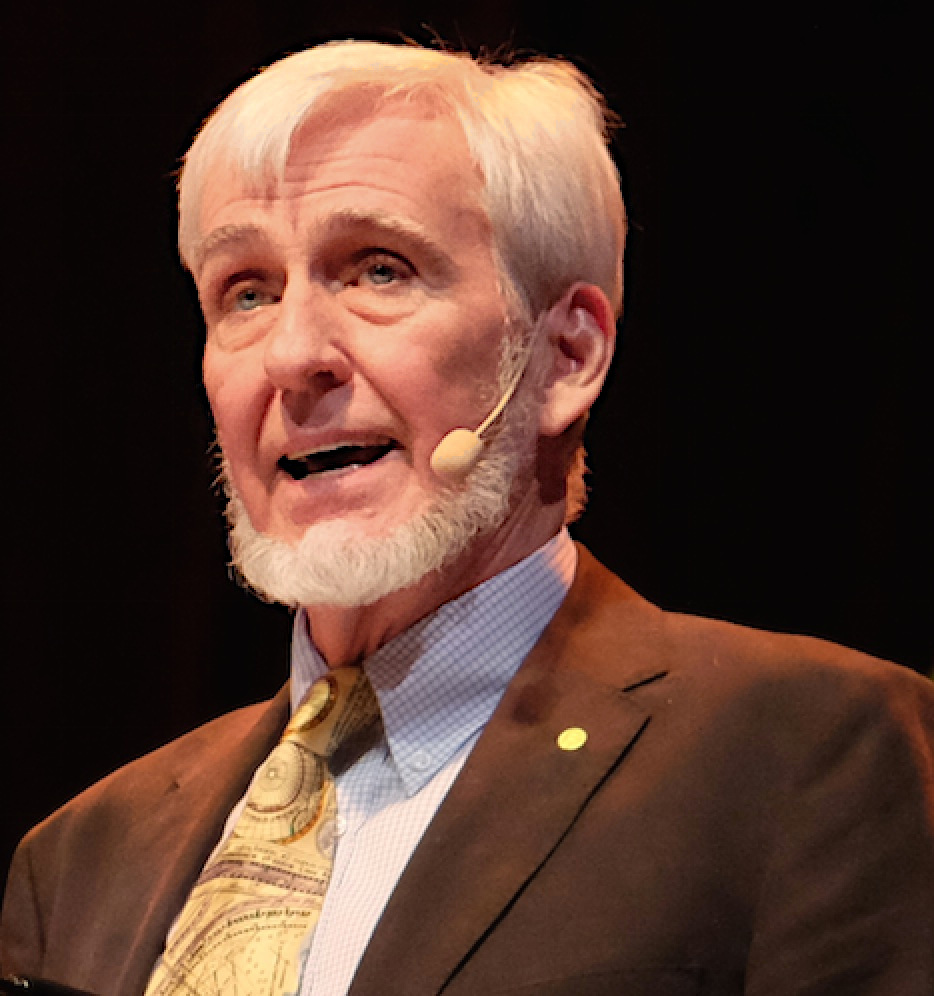
أوكيف في أوسلو ، ديسمبر 2014

في سنة 1971، اكتشف جون أوكيف المكون الأول لنظام تحديد المواقع داخل المخ البشري، حيث وجد أن نوعا من الخلايا العصبية في منطقة من المخ يسمى حصين، كانت تنشط دائما عند تواجد الفئران في مكان معين داخل الغرفة، وتنشط خلايا عصبية أخرى عندما كانت الفئران تنتقل لأماكن أخرى، واستخلص أوكيف من هذه الملاحظات أن هذه «الخلايا المكانية» تقوم بعمل خريطة للغرفة.

## روابط خارجية
- جون أوكيف على موقع الموسوعة البريطانية (الإنجليزية)
- جون أوكيف على موقع مونزينجر (الألمانية)